# Phorticolea
Phorticolea är ett släkte av kackerlackor. Phorticolea ingår i familjen småkackerlackor.
Kladogram enligt Catalogue of Life:
| Phorticolea | \| \| Phorticolea boliviae \| \| \| \| \| \| Phorticolea testacea \| \| \| \| |
|             | \| \| Phorticolea boliviae \| \| \| \| \| \| Phorticolea testacea \| \| \| \| |
|             | Phorticolea boliviae                                                          |
|             |                                                                               |
|             | Phorticolea testacea                                                          |
|             |                                                                               |